# Спин
Спин (от англ. spin, дословно — «вращение, вращать(-ся)») — собственный момент импульса элементарных частиц, имеющий как квантовую, так и классическую природу, и тесно связанный с представлениями группы вращений и группы Лоренца (классические аспекты спина см. в книгах H.C. Corben, Classical and Quantum Theories of Spinning Particles (Holden-Day, San Francisco, 1968), Alexei Deriglazov, Classical Mechanics (Second Edition,  Springer 2017), Пенроуз и Риндлер, Спиноры и пространство-время). Спином называют также собственный момент импульса атомного ядра или атома; в этом случае спин определяется как векторная сумма (вычисленная по правилам сложения моментов в квантовой механике) спинов элементарных частиц, образующих систему, и орбитальных моментов этих частиц, обусловленных их движением внутри системы.
Спин измеряется в единицах ħ (приведённой постоянной Планка, или постоянной Дирака) и равен ħJ, где J — характерное для каждого сорта частиц целое (в том числе нулевое) или полуцелое положительное число — так называемое спиновое квантовое число (оно есть число, характеризующее представления группы вращений и группы Лоренца, то есть сколько в нём собственно квантовости и сколько неквантовости, сейчас неизвестно), которое обычно называют просто спином (одно из квантовых чисел). Спин свободной частицы измерить нельзя, так как для измерения требуется внешнее магнитное поле, а оно делает частицу несвободной.
В связи с этим говорят о целом или полуцелом спине частицы. Полуцелый спин фундаментальнее, так как "из него" можно построить целый спин, но обратное невозможно (см. книгу Пенроуза и Риндлера).
Существование спина в системе тождественных взаимодействующих частиц является причиной нового квантово-механического явления, не имеющего аналогии в классической механике: обменного взаимодействия.
Вектор спина является единственной величиной, характеризующей ориентацию частицы в квантовой механике. Из этого положения следует, что: при нулевом спине у частицы не может существовать никаких векторных и тензорных характеристик; векторные свойства частиц могут описываться только аксиальными векторами; частицы могут иметь магнитные дипольные моменты и не могут иметь электрических дипольных моментов; частицы могут иметь электрический квадрупольный момент и не могут иметь магнитный квадрупольный момент; отличный от нуля квадрупольный момент возможен лишь у частиц при спине, не меньшем единицы.
Спиновый момент электрона или другой элементарной частицы, однозначно отделённый от орбитального момента, никогда не может быть определён посредством опытов, к которым применимо классическое понятие траектории частицы.
Число компонент волновой функции, описывающей элементарную частицу в квантовой механике, растёт с ростом спина элементарной частицы. Элементарные частицы со спином {\displaystyle 0} описываются однокомпонентной волновой функцией (скаляр), со спином {\displaystyle {\frac {1}{2}}} описываются двухкомпонентной волновой функцией (спинор), со спином {\displaystyle 1} описываются трёхкомпонентной волновой функцией (вектор), со спином {\displaystyle 2} описываются пятикомпонентной волновой функцией (тензор).

## Что такое спин — на примерах

Пример объекта, который требует поворота на 720° для возврата в начальное положение

Хотя термин «спин» относится только к квантовым свойствам частиц, свойства некоторых циклически действующих макроскопических систем тоже могут быть описаны неким числом, которое показывает, на сколько частей нужно разделить цикл вращения некоего элемента системы, чтобы она вернулась в состояние, неотличимое от начального.
Легко представить себе спин, равный 0: это точка — она со всех сторон выглядит одинаково, как её ни крути.
Примером спина, равного 1, может служить большинство обычных предметов без какой-либо симметрии: если такой предмет повернуть на 360°, то этот предмет вернётся в своё первоначальное состояние. Для примера — можно положить ручку на стол, и после поворота на 360° ручка опять будет лежать так же, как и до поворота.
В качестве примера спина, равного 2, можно взять любой предмет с одной осью зеркальной симметрии: если его повернуть на 180°, он будет неотличим от исходного положения, и получается, что за один полный оборот он становится неотличим от исходного положения 2 раза. Примером из жизни может служить обычный карандаш, только заточенный с двух сторон или не заточенный вообще — главное чтобы был без надписей и однотонный — и тогда после поворота на 180° он вернётся в положение, неотличимое от исходного. Хокинг в качестве примера приводил обычную игральную карту типа короля или дамы

Четырёхтактный двигатель возвращается в исходное состояние при повороте коленчатого вала на 720°, что является неким аналогом полуцелого спина

C полуцелым спином, равным 1/2 немного сложнее: в исходное положение система возвращается после 2 полных оборотов, то есть после поворота на 720°. Примеры:
- Если взять ленту Мёбиуса и представить, что по ней ползёт муравей, тогда, сделав один оборот (пройдя 360°), муравей окажется в той же точке, но с другой стороны листа, а чтобы вернуться в точку, откуда он начал, придётся пройти два оборота (720°).
- Четырёхтактный двигатель внутреннего сгорания. При повороте коленчатого вала на 360° поршень вернётся в исходное положение (например, верхнюю мёртвую точку), но распределительный вал вращается в 2 раза медленнее и совершит полный оборот при повороте коленчатого вала на 720°. То есть при повороте коленчатого вала на 2 оборота двигатель внутреннего сгорания вернётся в то же состояние. В этом случае третьим измерением будет положение распределительного вала.
- Часовая стрелка. Стартуя с полуночи, часовая стрелка делает один оборот за 12 часов и приходит в положение «полдень», отличное от исходного. Требуется ещё один полный оборот вокруг циферблата (то есть ещё 12 часов), чтобы прийти в исходное положение «полночь». Таким образом, спин часовой стрелки равен 1/2.

На подобных примерах можно проиллюстрировать сложение спинов:
- Два заточенных только с одной стороны одинаковых карандаша («спин» каждого — 1), скреплённые боковыми сторонами друг с другом так, что острый конец одного будет рядом с тупым концом другого (↑↓). Такая система вернётся в неотличимое от начального состояния при повороте всего на 180°, то есть «спин» системы стал равным двум.
- Многоцилиндровый четырёхтактный двигатель внутреннего сгорания («спин» каждого из цилиндров которого равен 1/2). Если все цилиндры работают одинаково, то состояния, при которых поршень находится в начале такта рабочего хода в любом из цилиндров, будут неотличимы. Следовательно, двухцилиндровый двигатель будет возвращаться в состояние, неотличимое от исходного, через каждые 360° (суммарный «спин» — 1), четырёхцилиндровый — через 180° («спин» — 2), восьмицилиндровый — через 90° («спин» — 4).

## Свойства спина
Любая частица может обладать двумя видами углового момента: орбитальным угловым моментом и спином.
В отличие от орбитального углового момента, который порождается движением частицы в пространстве, спин не связан с движением в пространстве. Спин — это внутренняя, исключительно квантовая характеристика, которую нельзя объяснить в рамках релятивистской механики. Если представлять частицу (например, электрон) как вращающийся шарик, а спин как момент, связанный с этим вращением, то оказывается, что поперечная скорость движения оболочки частицы должна быть выше скорости света, что недопустимо с позиции релятивизма.
В частности, было бы совершенно бессмысленным представлять себе собственный момент элементарной частицы, как результат ее вращения „вокруг собственной оси“
Будучи одним из проявлений углового момента, спин в квантовой механике описывается векторным оператором спина {\displaystyle {\hat {\vec {s}}},} алгебра компонент которого полностью совпадает с алгеброй операторов орбитального углового момента {\displaystyle {\hat {\vec {\ell }}}.} Однако, в отличие от орбитального углового момента, оператор спина не выражается через классические переменные, иными словами, это только квантовая величина. Следствием этого является тот факт, что спин (и его проекции на какую-либо ось) может принимать не только целые, но и полуцелые значения (в единицах постоянной Дирака ħ).
Спин испытывает квантовые флуктуации. В результате квантовых флуктуаций строго определённое значение может иметь только одна компонента спина — например, {\displaystyle J_{z}}. При этом компоненты {\displaystyle J_{x},J_{y}} флуктуируют вокруг среднего значения. Максимально возможное значение компоненты {\displaystyle J_{z}} равно {\displaystyle J}. В то же время квадрат {\displaystyle J^{2}} всего вектора спина равен {\displaystyle J(J+1)}. Таким образом, {\displaystyle J_{x}^{2}+J_{y}^{2}=J^{2}-J_{z}^{2}\geqslant J}. При {\displaystyle J={\frac {1}{2}}} среднеквадратические значения всех компонентов из-за флуктуаций равны {\displaystyle {\widehat {J_{x}^{2}}}={\widehat {J_{y}^{2}}}={\widehat {J_{z}^{2}}}={\frac {1}{4}}}.
Вектор спина меняет своё направление при преобразовании Лоренца. Ось этого поворота перпендикулярна импульсу частицы и относительной скорости систем отсчёта.

### Примеры
Ниже указаны спины некоторых микрочастиц.
| спин | общее название частиц  | примеры                                                                                    |
| ---- | ---------------------- | ------------------------------------------------------------------------------------------ |
| 0    | скалярные частицы      | π-мезоны, K-мезоны, хиггсовский бозон, атомы и ядра 4He, чётно-чётные ядра, парапозитроний |
| 1/2  | спинорные частицы      | электрон, кварки, мюон, тау-лептон, нейтрино, протон, нейтрон, атомы и ядра 3He            |
| 1    | векторные частицы      | фотон, глюон, W- и Z-бозоны, векторные мезоны, ортопозитроний                              |
| 3/2  | спин-векторные частицы | Ω-гиперон, Δ-резонансы                                                                     |
| 2    | тензорные частицы      | гравитон, тензорные мезоны                                                                 |

На июль 2004 года максимальным спином среди известных барионов обладал барионный резонанс Δ(2950) со спином {\displaystyle 15/2}. Среди долгоживущих изотопов химических элементов максимальным спином обладает изотоп висмута 209Bi, его спин составляет {\displaystyle 9/2}. Некоторые короткоживущие изотопы и особенно изомеры могут иметь очень высокий спин, например у изотопа таллия205m2Tl спин {\displaystyle 35/2}, а изотоп полония 211m3Po имеет спин {\displaystyle 43/2}.

### История
В 1922 году опыт Штерна — Герлаха подтвердил наличие у атомов спина и факт пространственного квантования направления их магнитных моментов.
Сам термин «спин» в науку ввели С. Гаудсмит и Д. Уленбек в 1925 г..
В 1924 году, ещё до точной формулировки квантовой механики, Вольфганг Паули ввёл новую, двухкомпонентную внутреннюю степень свободы для описания валентного электрона в щелочных металлах. В 1927 году он же модифицировал недавно открытое уравнение Шрёдингера для учёта спиновой переменной. Модифицированное таким образом уравнение носит сейчас название уравнение Паули. При таком описании у электрона появляется новая спиновая часть волновой функции, которая описывается спинором — «вектором» в абстрактном (то есть не связанном прямо с обычным) двумерном спиновом пространстве.
В 1928 году Поль Дирак построил релятивистскую теорию спина и ввёл уже четырёхкомпонентную величину — биспинор.
Математически теория спина оказалась очень продуктивной, и в дальнейшем по аналогии с ней была построена теория изоспина.

### Спин и магнитный момент
Орбитальный магнитный момент электрона внутри атома кратен магнетону Бора. Но помимо орбитального момента количества движения {\displaystyle M_{l}}, обусловленного движением вокруг атомного ядра, электрон обладает собственным механическим моментом — спином {\displaystyle s=1/2} (в единицах ħ), а также спиновым магнитным моментом (который по факту не кратен магнетону Бора). Спиновый магнитный момент {\displaystyle \mu _{s}=g_{e}\mu _{B}s}, где {\displaystyle g_{e}} — g-фактор электрона, равный для электрона по данным экспериментов ~2,00231930436153.

## Спин и статистика
Вследствие того, что все элементарные частицы одного и того же сорта тождественны, волновая функция системы из нескольких одинаковых частиц должна быть либо симметричной (то есть не изменяется), либо антисимметричной (домножается на −1) относительно перестановки местами двух любых частиц. В первом случае говорят, что частицы подчиняются статистике Бозе — Эйнштейна и называются бозонами. Во втором случае частицы описываются статистикой Ферми — Дирака и называются фермионами.
Оказывается, именно значение спина частицы говорит о том, каковы будут эти симметрийные свойства. Сформулированная Вольфгангом Паули в 1940 году теорема о связи спина со статистикой утверждает, что частицы с целым спином (s = 0, 1, 2, …) являются бозонами, а частицы с полуцелым спином (s = 1/2, 3/2, …) — фермионами.

## Обобщение спина
Введение спина является удачным применением новой физической идеи: постулирование того, что существует пространство состояний, никак не связанных с перемещением частицы в обычном пространстве. Обобщение этой идеи в ядерной физике привело к понятию изотопического спина, который действует в особом изоспиновом пространстве. В дальнейшем при описании сильных взаимодействий были введены внутреннее цветовое пространство и квантовое число «цвет» — более сложный аналог спина.

## Спин классических систем
Понятие спина было введено в квантовой теории.
Тем не менее, в релятивистской механике можно определить спин классической (не квантовой)
системы как собственный момент импульса.
Классический спин является 4-вектором и определяется следующим образом:
{\displaystyle S_{\nu }={\frac {1}{2}}\,\varepsilon _{\nu \alpha \beta \gamma }\,L^{\alpha \beta }\,U^{\gamma },}
где
{\displaystyle L^{\alpha \beta }=\sum (x^{\alpha }p^{\beta }-x^{\beta }p^{\alpha })} — тензор полного момента импульса системы (суммирование проводится по всем частицам системы);
{\displaystyle U^{\alpha }=P^{\alpha }/M} — суммарная 4-скорость системы, определяемая при помощи суммарного 4-импульса {\displaystyle P^{\alpha }=\sum p^{\alpha }} и массы M системы;
{\displaystyle \varepsilon _{\nu \alpha \beta \gamma }} — тензор Леви-Чивиты.
В силу антисимметрии тензора Леви-Чивиты, 4-вектор спина всегда ортогонален к 4-скорости {\displaystyle U^{\alpha }.} В системе отсчёта, в которой суммарный импульс системы равен нулю, пространственные компоненты спина совпадают с вектором момента импульса, а временная компонента равна нулю.
Именно поэтому спин называют собственным моментом импульса.
В квантовой теории поля это определение спина сохраняется. В качестве момента импульса и суммарного импульса выступают интегралы движения соответствующего поля. В результате процедуры вторичного квантования 4-вектор спина становится оператором с дискретными собственными значениями.

## Статьи
- Hipple, J. A.; Sommer, H.; Thomas, H.A. (1949). A precise method of determining the faraday by magnetic resonance. Physical Review. 76 (12): 1877–1878. Bibcode:1949PhRv...76.1877H. doi:10.1103/PhysRev.76.1877.2.
- Cohen-Tannoudji, Claude. Quantum Mechanics / Claude Cohen-Tannoudji, Bernard Diu, Franck Laloë. — 2 volume set. — John Wiley & Sons, 2006. — ISBN 978-0-471-56952-7.
- Condon, E. U. Especially Chapter 3 // The Theory of Atomic Spectra / E. U. Condon, G. H. Shortley. — Cambridge University Press, 1935. — ISBN 978-0-521-09209-8.